# Mathieu Bourret
Ne doit pas être confondu avec Matthieu Bourret.
 (mars 2021).
Pour les articles homonymes, voir Bourret.
Mathieu Bourret est un pianiste et compositeur québécois.

## Biographie
Il détient un baccalauréat de l'Université de Montréal (2010). Aussi auteur-compositeur-interprète, il publie un premier EP en 2018 intitulé L'échassier. Dans sa carrière musicale, il a été membre fondateur du groupe Oktopus à titre de pianiste, et a fait partie du groupe pendant 9 ans, durant lesquelles il enregistre les albums Lever l'encre, qui reçoit le Syli d'Or, en 2014, et Hapax, en 2017, qui est nommé au Prix Juno comme album instrumental de l'année.

## Œuvre
Mathieu Bourret lance en 2020 le premier album de la série qu'il nomme Le Climatologue, qui consiste à faire paraître un album par saison, pour totaliser quatre micro-albums: Léonides, Taïga, Flora et Pamplemousse.
| Titre                | Année de sortie |
| -------------------- | --------------- |
| L'échassier (EP)     | 2018            |
| Léonides (EP)        | 2020            |
| Taïga (EP)           | 2021            |
| Flora (EP)           | 2021            |
| Pamplemousse (album) | 2021            |

## Prix et bourses
- 2020 - Bourse du CALQ des Laurentides "Soutien aux projets des artistes et des écrivain(e)s professionnel(le)s" pour la réalisation du projet musical intitulé Le climatologue – L’automne[13]
- 2021 - Bourse du CALQ des Laurentides pour résidence de création[14]